# 13. pařížský obvod
13. pařížský obvod (francouzsky: 13e arrondissement de Paris) též nazývaný obvod Gobelínů (Arrondissement des Gobelins) je městský obvod v Paříži. Tato část Paříže je dělnická čtvrť a není turisty příliš navštěvována. Známá je především svou asijskou čtvrtí kolem Porte de Choisy a hlavně budovou Francouzské národní knihovny. Své jméno získala podle sídla manufaktury na výrobu tapisérií, která zde existuje již od 17. století.

## Poloha
13. obvod leží na levém břehu řeky Seiny. Na jihu hraničí s městy Le Kremlin-Bicêtre a Ivry-sur-Seine (touto hranicí je Boulevard périphérique), na západě jej oddělují od 14. obvodu ulice Rue de l'Amiral Mouchez a Rue de la Santé, na severu tvoří hranici s 5. obvodem bulváry Port-Royal, Saint-Marcel a Hôpital a na východě sousedí přes řeku Seinu s 12. obvodem.

## Demografie
V roce 2006 v obvodu žilo 178 716 obyvatel a hustota zalidnění činila 24 995 obyvatel na km2. Podle sčítání obyvatel v roce 1999 měl obvod 171 533 obyvatel, což představovalo 7,8 % pařížské populace. Na rozdíl od vnitřních obvodů zde dochází k průběžnému nárůstu počtu obyvatel.

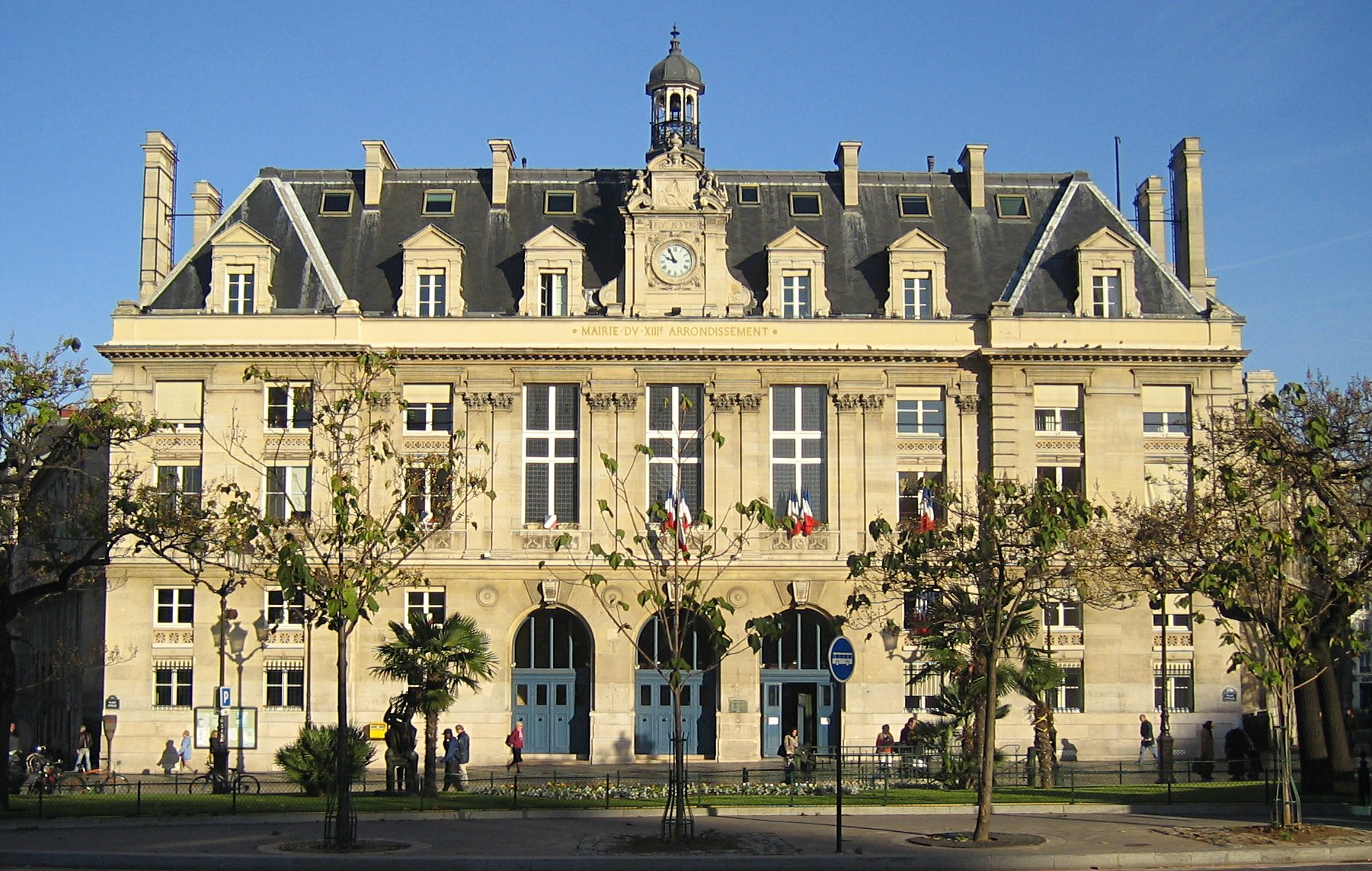
Radnice 13. obvodu

## Politika a správa
Radnice 13. obvodu se nachází na náměstí Place d'Italie č. 1. Současným starostou je Jérôme Coumet za Socialistickou stranu. Na svůj post byl zvolen, když abdikoval jeho předchůdce Serge Blisko v roce 2007. V následujícím roce obhájil křeslo v řádných volbách.
13. obvod má v pařížské městské radě 8 zástupců.

## Městské čtvrti
Tento obvod se dělí na následující administrativní celky:
- Quartier de la Salpêtrière
- Quartier de la Gare
- Quartier de la Maison-Blanche
- Quartier de Croulebarbe

Podle oficiálního číslování pařížských městských čtvrtí mají tyto čtvrtě čísla 49–52.

## Historie
Velký rozvoj této oblasti Paříže nastal v 19. století a pokračoval do poloviny 20. století, kdy zde vzniklo množství továren. Bylo zde rovněž množství dílen na zpracování dřeva, koželužny, elektrikářské dílny, zámečnictví i pivovar. Již v roce 1783 zde Jean-François Pilâtre de Rozier ukončil svůj první let balónem.
Část obvodu jižně od náměstí Place d'Italie prošla zásadní přestavbou ve 2. polovině 20. století. Původní zástavba byla zbořena a na jejím místě vyrostly nové obytné domy, takže zůstalo jen málo původních staveb. Tyto práce byly ukončeny kolem roku 1968.
Nejvýznamnějším stavebním zásahem ovšem byla tzv. operace Italie 13 inspirovaná urbanistickými teoriemi Le Corbusiera. Tím vznikla obytná čtvrť Les Olympiades s více než 30 výškovými domy. Tato operace byla přerušena v polovině 70. let.
Na přelomu let 1981/1982 se v oblasti kolem Porte de Choisy a na Boulevardu Masséna začali usazovat první uprchlíci z Vietnamu. Následovaly další vlny uprchlíků a imigrantů z jihovýchodní Asie, zejména z Kambodže a Laosu, posléze i Číny, takže se v jižní části obvodu vytvořila asijská čtvrť.
Poslední rozsáhlou akcí je výstavba nové moderní čtvrti nazvané Paris Rive Gauche mezi železnicí a řekou ve východní části obvodu. Její součástí se stala v 90. letech i nová budova Francouzské národní knihovny.

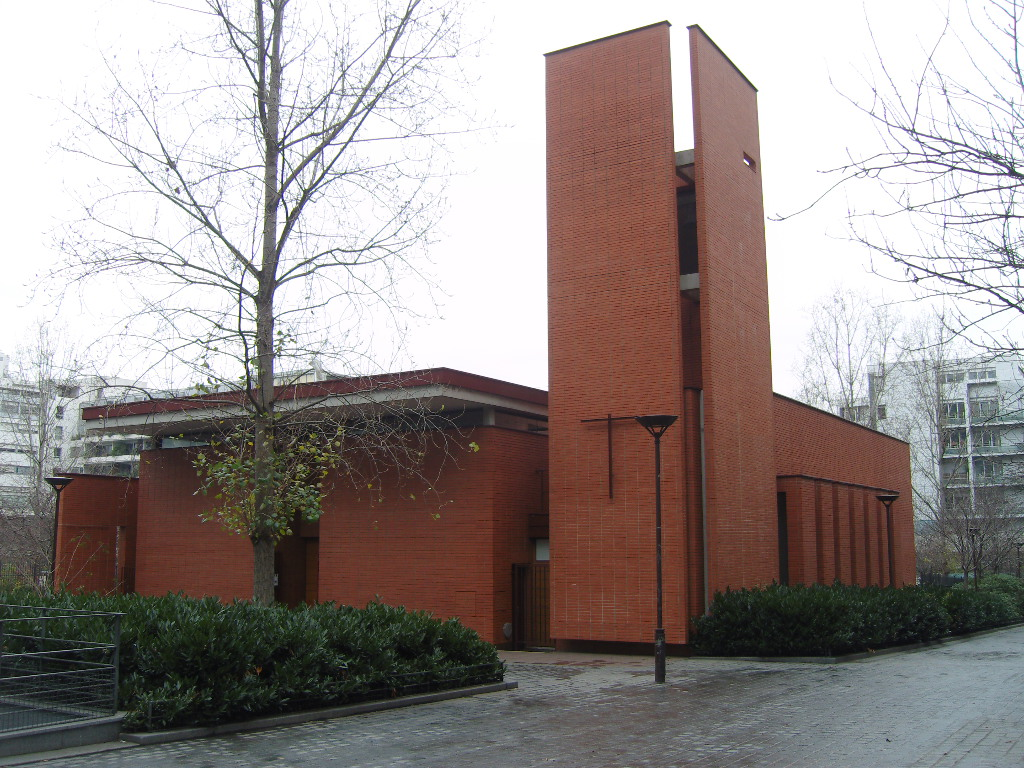
Notre-Dame-de-la-Sagesse

## Pamětihodnosti
Církevní stavby
- Kostel Notre-Dame de la Gare – novogotický kostel z let 1847–1859. Od roku 1989 je historickou památkou.
- Kaple Panny Marie Moudré – moderní kostel vysvěcený 16. září 2000 se stal posledním kostelem postaveným ve Francii ve 20. století
- Kostel Sainte-Anne de la Butte-aux-Cailles – postavený v letech 1894–1912 ve smíšeném pseudobyzantsko-románském slohu.
- Kostel svatého Hippolyta – kostel z let 1909–1924.
- Kostel svatého Marcela – betonový kostel z roku 1966, který nahradil starší novogotický kostel z roku 1856

Kromě těchto katolických kostelů se ve čtvrti nachází rovněž několik protestantských kostelů, dvě synagogy a vzhledem k obyvatelstvu původem z Asie též dvě buddhistické pagody.
Ostatní památky
- Bibliothèque nationale de France
- Hôpital de la Salpêtrière
- Manufacture des Gobelins
- Tours Duo

## 13. obvod v kultuře
- Ve filmu Paris je t'aime je 13. obvodu věnována šestá povídka Porte de Choisy, kterou režíroval Christopher Doyle.
- Část románu Bídníci Victora Huga se odehrává ve 13. obvodu (na boulevardu de l'Hôpital).
- Jeden z románů o soukromém detektivovi Nestoru Burmovi spisovatele Léo Maleta Brouillard au pont de Tolbiac (Mlha na mostu Tolbiac) z roku 1956 se odehrává ve 13. obvodu (především kolem ulice Rue Watt).